# Sophie Elkan
Sophie Elkan (született Sophie Salomon) (Gothenburg, 1853. január 3. – Vasa, 1921. április 5.) svéd írónő.

## Pályafutása
Sophie Salomon ismert zsidó családban született. Férjét, Nathan Elkant és lányát korán elvesztette. Művelt, több nyelven beszélő asszony volt, sokat olvasott. 1894-ben ismerkedett meg a későbbi Nobel-díjas Selma Lagerlöffel, akivel szoros barátok lettek. kettőjük levelezése alapján, amely 1992-ben Du lär mig att bli fri címmel jelent meg Svédországban, jól követhető a két alkotó fejlődése.
1889 és 1891 között több elbeszéléskötete jelent meg Rust Roest írói névvel. 1893-ban kiadták a Rika flickor, 1894-ben pedig a Säfve, Kurt & Co. című regényét. 1899-től saját nevén publikálta John Hall című történelmi regényét. 1901-ben, miután Langerlöffel hosszú utazást tett, mások mellett Egyiptomban és a Szentföldön, megjelentette a Drömmen om Österlandet című művét. 1904 és 1906 között négykötetes történelmi regényt (Konungen) írt, az Anckarström pedig 1910-ben látott napvilágot.